# Afrephialtes robustus
Afrephialtes robustus là một loài tò vò trong họ Ichneumonidae.